# A l'estil francès
A l'estil francès (títol francès: A la française; títol anglès: In the French Style) és una pel·lícula franco-estatunidenca dirigida per Robert Parrish, estrenada el 1963. Ha estat doblada al català.

## Argument
Una jove americana (Jean Seberg) estudiant a París no arriba a decidir-se entre quedar-se o tornarr a casa seva. Coneix un jove francès i s'enamoren.

## Repartiment
- Jean Seberg: Christina James
- Stanley Baker: Walter Beddoes
- Philippe Forquet: Guy
- Addison Powell: Mr. James
- Jack Hedley: Bill Norton
- Maurice Teynac: Baron Edward de Chassier
- James Leo Herlihy: Dr. John Haislip
- Ann Lewis: Stephanie Morell
- Jacques Charon: Patrini
- Claudine Auger: Clio Andropolous
- Barbara Sommers: Madame Piguet
- Moustache: Propietari del Bistro